# Mesochorus eichhorni
Mesochorus eichhorni là một loài tò vò trong họ Ichneumonidae.